# Trichophyton violaceum
Trichophyton violaceum Sabour. ex E. Bodin – gatunek grzybów należący do klasy Eurotiomycetes. Grzyb mikroskopijny, dermatofit będący jednym z patogenów powodujących u ludzi grzybice skóry.

## Systematyka i nazewnictwo
Pozycja w klasyfikacji według Index Fungorum:  Trichophyton, Arthrodermataceae, Onygenales, Eurotiomycetidae, Eurotiomycetes, Pezizomycotina, Ascomycota, Fungi.
Po raz pierwszy opisali go w 1902 r. Raymond Sabouraud i E. Bodin. Ma 14 synonimów. M.in. są nimi wszystkie odmiany.

## Charakterystyka
Jest jednym z dermatofitów antropogennych powodujących grzybicę owłosionej skóry głowy, głównie grzybicę strzygącą u ludzi. Jeszcze do niedawna był endemitem afrykańskim, ale od niedawna notowany jest również w Europie. W latach 2007–2018 w Szwajcarii zidentyfikowano go jako przyczynę grzybicy skóry u 44 pacjentów, z czego 33 w ciągu ostatnich 4 lat. Większość z nich stanowiły kobiety (25), a najczęstszą diagnozą była grzybica owłosionej skóry głowy (30 przypadków). Większość pacjentów z tą grzybicą stanowiły dzieci w wieku poniżej 13 lat (27 przypadków). Głównym źródłem zarażenia byli ludzie z terenów endemicznych, zwłaszcza z Erytrei. Jego częstsze występowanie wydaje się być związane ze zwiększonymi przepływami migracyjnymi z Erytrei. Ponieważ odpowiada głównie za grzybicę skóry owłosionej głowy, przy czym w większości przypadków nie ma wyraźnie określonych plam łysienia, ważne jest, aby rozważyć ją jako możliwą diagnozę w obliczu łuszczenia się skóry głowy. Grzybica skóry owłosionej głowy wywołana przez T. violaceum jest chorobą łagodną, ale nieleczona może rozprzestrzeniać się epidemicznie, zwłaszcza wśród dzieci w szkołach i przedszkolach. Wymagane jest wtedy badanie mykologiczne, nie tylko dla postawienia prawidłowej diagnozy i danych epidemiologicznych, ale także dla zaplanowania odpowiedniego leczenia
Izolaty T. violaceum na podłożu hodowlanym rosły powoli, tworząc woskowate, nagie, pomarszczone kolonie. Są one charakterystyczne, głębokie, fioletowo-czerwone, a czasem mają białą, woskową obwódkę. Z czasem niektóre kultury stały się puszyste i straciły charakterystyczną morfologię kolonii. Morfologia kolonii i cechy mikroskopowe T. violaceum (na przykład brak zarodnikowania) mogą pokrywać się z cechami Trichophyton rubrum.